# Феєрверк

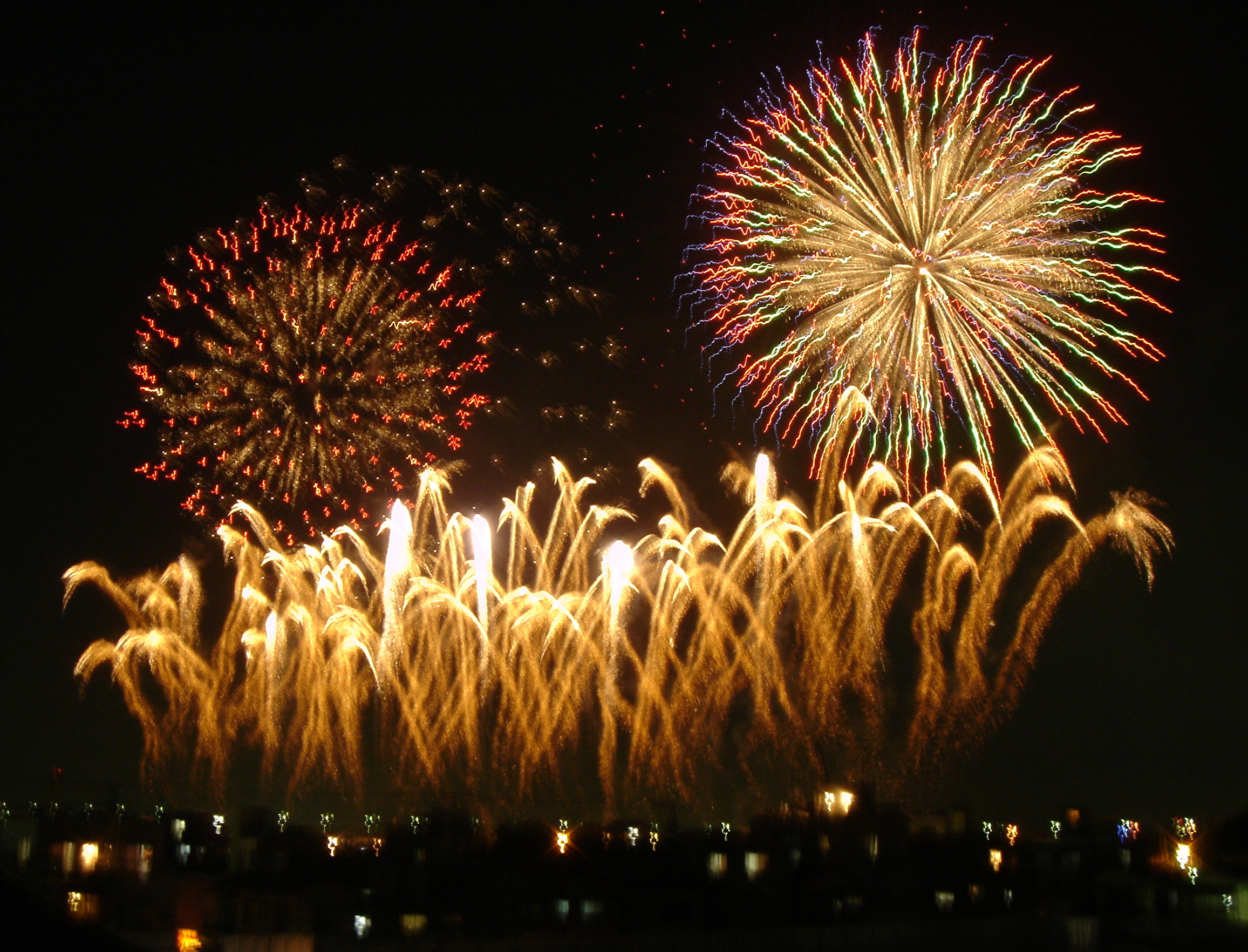
Феєрверк у Токіо, Японія

Феєрве́рк (від нім. Feuer та нім. Werk — вогонь та робота) — публічне видовище, яке створюється засобами піротехніки (феєрверковими виробами), що супроводжується різноманітними світловими (декоративне полум'я, паперові стрічки) та звуковими (постріли, свист) ефектами. Вогнеграй використовується в основному для розважальних цілей і є атрибутом урочистості багатьох державних свят, наприклад, Дня Незалежності, Дня Перемоги, культурних як Новий Рік та релігійних — Різдва. 
З 6 листопада 2023 року, згідно із Законом «Про внесення змін до деяких законодавчих актів України щодо використання та обігу піротехнічних виробів», використання, продаж та передача феєрверків, салютів і петард в Україні — заборонені.

## Історія
Феєрверки було винайдено у Стародавньому Китаї. Перші згадки датуються VII ст.. Феєрверк супроводжує багато свят, зокрема, Свято Весни (або Китайський Новий Рік) та Свято середини осені і стає невід'єною частиною китайської культури і донині є обов'язковим явищем при будь-яких урочистостях. Врешті-решт, звичай став поширюватися й на інші культури.
Мистецтво та наука вогнеграйства відокремлювались в окремий самостійний фах. У Китаї піротехніків поважали за їх знання складних методів створення вогнеграїв.
За династії Сун (960—1279), багато пересічних людей могли придбати різні види вогнеграїв на продовольчому ринку.

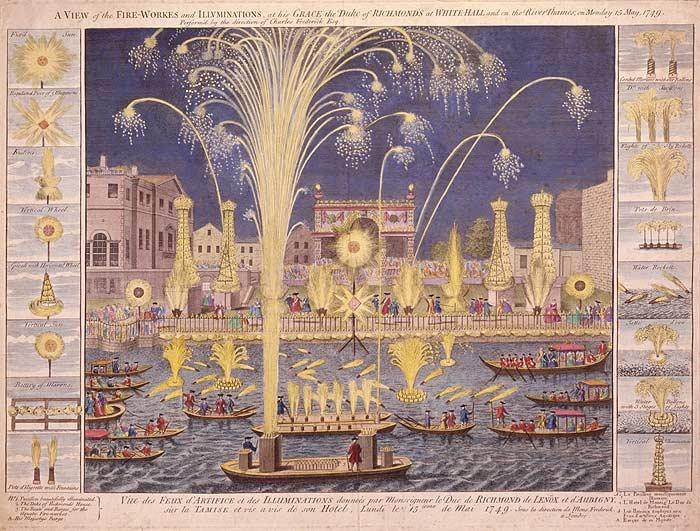
Ритина «Королівський вогнеграй». Зображає спалахи вогнеграїв у Вайтхоллі на річці Темзі у Лондон, Англія. 15 березня 1749

Сирієць Гасан аль-Рама описав ракети та інше піротехнічне устаткування, використовуючи терміни з китайських джерел, наприклад, він переклав «вогнеграй», як «китайські квіти».
В Європі він вперше з'являється в Італії. З розвитком шинуазрі в Європі, китайські феєрверки стали набирати популярність. Лев Ізмайлов, посол Петра I, повідомляв з Китаю: «Вони роблять такі вогнеграї, що ніхто в Європі ніколи бачив».
В Україні вогнеграї з'явилися у XVIII ст.
У 1758 році місіонер-єзуїт П'єр Ніколя Ле Шерон д'Інкравій, проживаючи у Бейдзині, писав про способи виготовлення, різноманітні поєднання та композиції у численних типах китайських вогнеграїв до Паризької академії наук, де його працю видали через п'ять років. Його твори були перекладені у 1765 році, внаслідок чого відбулася популяризація вогнеграїв та пошук можливості розкриття таємниць китайського феєрверку.
Зараз саме Китай є найбільшим виробником і постачальником феєрверків у світі.

## Різновиди феєрверків
Вид вогнеграю, зазвичай визначають за місцем його запуску. Залежно від поверхні мовно їх поділяють на вироби наземної, перехідної та висотної дії. Вони як правило складаються із корпусу (картон, папір, пластик, алюміній, дерево), зарядів (виштовхувальних, розривних, запалювальних), займистих складових у вигляді зірочок, таблеток, смолоскипів тощо, та вогнепровідного ґнота.
Зокрема виділяють:
- Кольорові свічі та піротехнічні смолоскипи;
- Хлопавки, піротехнічні свистки, петарди;
- Вогняні піруети та китайські колеса;
- Фонтани, вогнепади;
- Вогняні бджоли, птахи, сателіти;
- Піротехнічні бураки;
- Римські свічі;
- Малі салюнті установки «тортики»;
- Ракети;
- Висотні салют-снаряди.

При виготовлені феєрверків використовуються:
- суміші білого та кольорового вогню;
- іскристі суміші;
- суміші звукових ефектів;
- димові суміші;
- запалювалні суміші;
- чорний порох.

## Безпека
Неправильне використання піротехнічних засобів може призвести до небезпечних наслідків, як для особи, що їх підпалює — ризик опіків та ран, так і для випадкових перехожих. Крім того, вони можуть спричинити пожежу лісопосадок, будівель, складів із легкозаймистими матеріалами. З цієї причини використання піротехнічних засобів є обмеженим. Показ феєрверків здійснюється професіоналами.
Споживчі товари, які є в розпорядженні громадськості, містить обмежену кількість вибухового матеріалу для зниження потенційної небезпеки.

## Заборона в Україні
Від початку повномасштабного вторгнення в Україні було заборонено користуватись піротехнічними засобами, як-от салютами та феєрверками. А у листопаді 2023 року вступив у дію закон, який забороняє продаж та використання більшості піротехнічних виробів, з феєрверками включно. Дозволено лише використання сценічних піротехнічних виробів Т1 та Т2, феєрверків класу F1, що мають дуже низький рівень небезпеки і незначний рівень шуму, який не перевищує 60 дБ.
Понад два десятка судових вироків через використання феєрверків знайдено у судовому реєстрі за допомогою пошуковика «Бабуся» станом на 14 грудня 2023 року. У переважній більшості справ порушники отримали адміністративні покарання та сплатили штрафи від 51 грн до 34 тисяч грн. Проте наявні й випадки із термінами за ґратами.
Щонайменше у 21 випадку українці отримали покарання за використання піротехніки, зокрема, салютів від початку повномасштабного вторгнення. Попри заборону, деякі громадяни продовжували користуватись піротехнічними засобами задля забавки.
За даними пошуковика по судовому реєстру Бабуся, найчастіше святкували із феєрверками у Києві — 5 судових рішень. Друге місце антитопу розділили між собою Дніпропетровщина та Одещина — по 4 справи. Третє місце посідає Харківщина — 3 судових вироки. 